# Waiting for Daylight
Waiting for Daylight – trzeci album (drugi studyjny) duńskiego zespołu Infernal, wydany w 2000 roku w Danii.

## Lista utworów
1. Intro – 4:18
2. Serengeti – 3:06
3. Sunrise – 3:48
4. Turkish Bizarre – 3:47
5. Humbled by Nature – 3:38
6. Living under Water – 3:36
7. Muzaik – 7:06
8. Adeel – 3:48
9. Electric Midnight – 6:06
10. Desert Poem – 5:18
11. Mizkett – 7:31

## Single
- Sunrise
- Muzaik
- You Receive Me
- Let Me Hear You Say Yeah